# Rolf Biland
Rolf Biland est un pilote de side-car suisse né le 1er avril 1951 à Baden.
Il a remporté 7 titres de champion du monde en 1978, 1979, 1981, 1983, 1992, 1993 et 1994.
Il a également participé aux 1 000 kilomètres d'Imola, épreuve inscrite au Championnat d'Europe des voitures de sport en 1983, au sein de l'écurie suisse Cheetah Automobiles Switzerland. Il avait comme coéquipiers Loris Kessel et Laurent Ferrier et termina l'épreuve an 9e position aux mains d'une Cheetah G603 (en).